# Дубнијум
Дубнијум (Db, лат. dubnium), претходно уннилпентијум (Unp) и ханијум (Ha), прелазни је метал. Име је добио по руском граду Дубна. Вероватно поседује изотопе чије се атомске масе налазе између 257—262.
Изотопи 260 и 261 су вероватно добијени (неки то оспоравају) 1967. године од стране Ивана Курчатова у Руском граду Дубна, бомбардовањем изотопа 249 Cf једрима изотопа 15 азота. Сличним експериментом који је извршио Алберт Гиорсо 1969. године на универзитету у Берклију у Калифорнији добијен је изотоп 262. Резултати Гиорса се разликују од Курчатових резултата и зато се Русима оспоравало да су први добили овај елемент. Руси вероватно и нису били сигурни свог успеха, јер се нису усудили да дају име овом елементу. Американци су користили назив који је предложио Алберт Гиорсо: ханијум (од презимена Ото Хана). Ипак је име елемента промењено у дубнијум, јер је откривен у Дубни.
Овај елемент се не јавља у природи. До сада је добијено само неколико његових атома. Претпоставља се да се дубнијум налази на Сунцу и на још неким звездама средње величине.
Његове физичке и хемијске особине нису познате, али претпоставља се да је он метал сличних особина као и ванадијум. Његова електронска конфигурација такође није позната јер је добијен у облику плазме. По правилима она би требало да буде: радон + 

## Историја

### Откриће
Уранијум, елемент са атомским бројем 92, је најтежи елемент који се у већим количинама јавља у природи. Тежи елементи од њега углавном се добијају одређеним поступцима синтезе или фузијом односно бомбардовањем језгрима лакших елемената. Прва синтеза новог елемента, нептунијума, елемента број 93 десила се 1940. године, а извели су је научници у САД. У наредним годинама, амерички научници су неоспорно синтетисали и теже елементе, све до елемента број 101, мендељевијума 1955. године. Међутим, почев од елемента 102, приоритет открића елемената постао је предмет дебате између америчких и совјетских научника. Њихово ривалство резултирало је „трком” у откривању нових елемената и давању њихових имена, што је касније названо „трансфермијски ратови”.
Први извештај о открићу елемента 105 објавио је Обједињени институт за нуклеарна истраживања (ЈИНР) у граду Дубна код Москве, СССР, данас Русија 1968. године. Мета начињена од изотопа 243 бомбардована је снопом јона изотопа 22. Научници из Дубне открили су алфа распаде енергија 9,4  (уз претпостављено време полураспада од 0,1–3 секунде) и 9,7  након чега је уследила алфа активност слична оној код изотопа 256103 и 257103. Два низа активности, заснована на претходним теоретским предвиђањима, додељене су изотопима 261105 и 260105.
243
 95Am + 22
10 Ne → 265−x105 + x n (x = 4, 5)
Истраживања о овој реакцији су настављена, а даљња проучавања усмерена су на тражење фисијских фрагмената изотопа елемента 105. Накнадни радови објављени су у фебруару 1970. године. Пронађене су две радиоактивности са временима полураспада од 14  и 2,2±0,5 s. Раније откривена активност додељена је изотопу , а за другу је наведено да је узрокована неким изотопом елемента 105. Вероватноћа да је друга активност могла произаћи из трансферне реакције па тако не би ни могла бити од елемента 105, је смањена због чињенице да је принос из ове реакције био нижи него од трансферне реакције којом се добио . Идеја да се у овој реакцији синтезе заиста радило о реакцији (22Ne,xn) подржана је истраживањима о реакцијама где је мета од 243 бомбардована 18O. Реакције у којима су настали 256103 и 257103 имале су врло мало активности спонтане фисије (што је одговарало потврђеним подацима), а реакција којом су настали тежи 258103 и 259103 није показивала никакву активност спонтане фисије, што је у потпуности одговарало теорији.
У априлу 1970, тим научника предвођен Албертом Гиорсом радећи на Универзитету Калифорније у граду (Беркели, Калифорнија) започео је надметање са Совјетима. Гиорсо је тврдио да су успели да синтетишу елемент бомбардирајући мету сачињену из калифорнијума-249 јонима азота-15. Измерена је алфа активност енергије 9,1 . Амерички научници покушали су и реакције са другим нуклидима: бомбардовање 249 са 14N, затим Pb са 15N, као и Hg са 15N, али у њима није потврђена слична активност. Особине „ћерки” језгара биле су корелацији са онима код изотопа 256103 што је указивало да је 260105 „родитељски” нуклид.
249
 98 + 15
 7 N → 260105 + 4 n
Ови резултати научника са Берклија нису потврдили открића совјетских научника у вези енергија 9,4  или 9,7  код алфа распада изотопа 260105, што је остављало могућност да је једино могао настати изотоп 261105. У мају 1970. ЈИНР је објавио још један извештај о дубнијуму. У њему се наводило да су извршене даљње синтезе овог елемента. Такође је објављено да су раније извршене синтезе потврђене, а према том извештају, изотоп добијен у Дубни вероватно је био 261105, мада ни могућност да се радило о 260105 није искључена. Извјештај је укључио и првобитна испитивања хемијских особина: употребљена је верзија методе термалног градијента гасне хроматографије да би се показало да је хлорид нечег што је настало спонтаним распадом готово у потпуности одговарао ниобијум хлориду, а не хафнијум тетрахлориду што је приписано елементу 105. Тим је идентификовао активност спонтаног распада трајања 2,2 секунде садржану у испарљивом хлориду који је имао особине приписане ека-танталу.
У јуну 1970. тим из Дубне начинио је одређена побољшања њиховог првобитног експеримента, правећи мету веће чистоће и смањујући интензитет трансферних реакција тако што су инсталирали колиматор пре уређаја за „хватање”. Овог пута, њима је успело да докажу алфа активност енергије 9,1  са „кћеркама” изотопима који су могли бити 256103 или 257103, па је према томе првобитни изотоп могао бити 260105 или 261105.

### Контроверза у вези с именом
Совјетски научници најпре су предложили име нилборијум (Ns) у част данског нуклеарног физичара Нила Бора, једног од оснивача теорија атомске структуре и „старе” квантне теорије. Амерички тим предложио је да се нови елемент назове ханијум (Ha) у част немачког хемичара Ота Хана, „оца нуклеарне хемије”. Због таквих ставова, настала је контроверза у вези с именом овог елемента.
Међутим, тензије између научника су донекле биле ублажене крајем 1960-их и 1970-их. Оба тима су се позабавила синтетисањем наредног, тежег елемента 106, али су одлучили да неће предлагати нова имена. Совјетски тим је 1968. године представио свој извештај, наводећи како су признања за открића елемената 102 и 103 која су објавили други тимови, укључујући и амерички, „преурањена”. Након тога, они су предложили оснивање међународне комисије која би елаборирала критеријуме открића. Тај предлог је усвојен 1974. мада се новооснована комисија никад није састала како би проучила тврдње. Ни један тим научника није показао интерес за разрешење сукоба путем медијације па су водећи научници са ЛБЛ-а, Алберт Гиорсо и Глен Сиборг, отпутовали у Дубну 1975. где су се састали са вођом совјетског тима Георгијем Флјоровим у покушају да се спор разреши унутар тимова, те да се неутрална заједничка група учини непотребном. Међутим, овај састанак није био успешан. Спор је остао неразрешен, те је ИУПАЦ 1979. објавио нови предлог начина систематског давања имена нових елемената (према којем би елемент 105 требало називати unnilpentium, према латинским коренима un- и nil-, те грчким кореном pent-, што значи један, нула и пет, као референцу децималних бројева његовог атомског броја), што би се користило привремено до давања коначних имена елемената. Ипак, научници су већином игнорисали ове препоруке, не желећи да „ослабе позиције” својих предлога имена усвајањем неутралног система именовања.
Године 1981 „трци” око супертешких елемената придружио се нови учесник: Друштво за истраживање тешких јона из немачког града Дармстадта. Они су тврдили да су синтетисали елемент 107, а њихов извештај је уследио пет година након прве објаве из Дубне, али је садржавао већи ниво прецизности, што је давало много већу „тежину” тврдњама о открићу. Немачки тим се придружио совјетском по томе што је предложио назив нилборијум за нови елемент, сматрајући да је Бор заслужио да се неки елемент назове по њему, а уједно се надајући да ће умањити америчко-руске тензије у вези контроверзног имена елемента 105. Совјетски научници нису журили с новим предлогом имена за елемент 105, наводећи да је много важније претходно одредити ко је стварни проналазач елемента.
Године 1996. ИУПАЦ се поновно састао и размотрио сва имена која су се у међувремену предлагала те усвојио нови сет препорука на том састанку. Иста су напокон одобрена и објављена годину касније, 1997. Елемент 105 напокон је добио своје стално, данашње име дубнијум (Db) по руском граду Дубна, седишту Обједињеног института за нуклеарна истраживања. Ову одлуку нерадо су прихватили и амерички научници. ИУПАЦ је нагласио да су лабораторији у Берклију већ неколико пута биле признате заслуге за давање имена елемената (нпр. берклијум, калифорнијум, америцијум), а признање имена радерфордијум и сиборгијум за елементе 104 и 106 било би „поштено” да се истовремено признају и заслуге руског тима у вези открића елемената 104, 105 и 106. (Питање давања имена елементу 107 препуштено је Краљевској данској академији наука, која је препоручила да се користи име боријум.)

## Претпостављене особине

### Атомске и физичке
Порастом атомских бројева елемената директни релативистички ефекат се исказује у томе да се унутрашњи електрони почињу брже окретати око језгра, што је резултат повећања електромагнетног привлачења између електрона и језгра. Слични ефекти су пронађени за s орбитале (као и за p1/2 мада се то не може применити на дубнијум): на пример, 7s орбитала је смањена за око 25% по величини, а стабилнија је за 2,6 .
Много посреднији ефекат био би тај да орбитале s и p1/2 више и ефективније „штите” набој језгра, остављајући још мање за спољне d и f електроне, који се због тога крећу по много вишим орбиталама. Овај ефекат је знатно изражен код дубнијума. За разлику од претходних чланова 5. групе, његови 7s електроне је далеко теже одвојити од атома него 6d електроне, па ови нивои енергије остају врло блиски један другом.
Други ефекат јесте интеракција спина и орбитале, тачније одвајање спина и орбитале која се код дубнијума огледа у одвајању 6d подљуске (азимутални квантни број ℓ за d љуску је 2) у две подљуске, са четири од десет орбитала који имају свој ℓ снижен до 3/2 те шест орбитала где је повећан на 5/2. Иако је свих десет нивоа енергије заправо повишено (снижено је у апсолутним вредностима), чине их много мање енергетски стабилним, при чему су четири од њих нешто више стабилне од осталих шест. (Три 6d електрона нормално преузимају енергетске нивое најниже енергије, 6d3/2.)
Док се преостали валентни електрони у једноструко јонизираном атому дубнијума (Db+) организују у конфигурацији , двоструко (2+) или троструко (3+) јонизовани атоми елиминишу 7s електроне, што је по супротном редоследу од њихових лакших хомолога. Упркос разликама, за дубнијум се и даље очекује да користи својих пет електрона као валентне електроне. Нивои енергије 7p нису показали никакав утицај на дубнијум и његове особине. Како су 6d орбитале дубнијума више дестабилизиране од 5d орбитала код тантала, за јон Db3+ се очекује да има два преостала d уместо s електрона, што би као резултат имало да му је то оксидационо стање нестабилно и чак ређе него код тантала. Потенцијал јонизације дубнијума у његовом максималном оксидационом стању требало би да буде незнатно нижи него код тантала а јонски радијус дубнијума би требало да буде већи у односу на тантал. Ова претпоставка има значајне ефекте на хемију дубнијума.
Када би велики атоми дубнијума били сакупљени и од њих формиран узорак у чврстом стању, они би се организовали у просторно центрирану кубну конфигурацију, сличну оној као код претходних елемената 5. групе. Претпостављена густина дубнијума је око 29 3.

### Хемијске
Истраживања о хемијским особинама дубнијума спровели су бројни аутори на примеру дубнијум-пентахлорида: помоћу рачунарске хемије дошло се до података који углавном одговарају периодичним трендовима и законима, тако да он показује особине сличне једињењима елемената d-блока. На пример, нивои молекуларних орбитала дају назнаку да дубијум користи три нивоа 6d електрона, што се и очекивало. Друга особина за коју се очекивало да ће дубнијум-пентахлорид такође имати јесте оснаживање његове ковалентне везе (у поређењу са његовим аналогом код тантала): смањење ефективног набоја на атому, а његово повећање на подручју преклапања везе (између орбитала дубнијума и хлора).
Прорачуни за хемију раствора такође указују да би највише оксидационо стање дубнијума +5 могло бити стабилније од истог стања код ниобијума и тантала, док би стање +3 могло бити мање стабилно од истог стања код ниобијума и тантала. Склоност катјона ка хидролизи у највишем оксидационом стању могла би се наставити смањивати унутар 5. групе елемената. Ипак, очекивања су да би она и даље била врло брза. За комплексе дубнијума се очекује да би требало да наставе трендове унутар 5. групе, нарочито по њиховом богатству. Извршени су прорачуни за хидро-хлоридо комплексе дубнијума, и показани су обрнути трендови формирања комплекса и екстракције елемената 5. групе, при чему је дубнијум много склонији томе од тантала.

### Изотопи
Дубнијум са својим атомским бројем 105 је супертешки елемент; а као и сви елементи са тако високим атомским бројевима, врло је нестабилан. Најстабилнији познати изотоп дубнијума је 268 који има време полураспада од око једног дана. Стога, чак и да је некад у прошлости и постојао на Земљи, већ давно би се потпуно распао, па се данас може добити искључиво вештачки.
Кратко време полураспада ограничава обим експеримената у вези дубнијума. Ово је више наглашено и због односа неутрона и протона у најстабилнијим изотопима елемената са растом атомског броја, што је тренд за који се очекује да ће се наставити и код наредних супертешких елемената. Тиме се компликује синтеза најстабилнијих изотопа, јер такви изотопи би имали више неутрона по једном протону него заједно мета и сноп језгара којим се она бомбардују. (Иако се изучавају разне технике засноване на брзом захвату неутрона (р-процес), у модерним истраживањима највише је заступљена она техника заснована на судару великих и малих језгара атома.)